# Wataru Ise
Wataru Ise (伊勢 渉 Ise Wataru?), född 18 juli 1996 i Hyōgo prefektur, är en japansk fotbollsspelare.
Ise började sin karriär 2019 i Honda Lock SC. 2020 flyttade han till Vanraure Hachinohe.